# Aaron Martinet

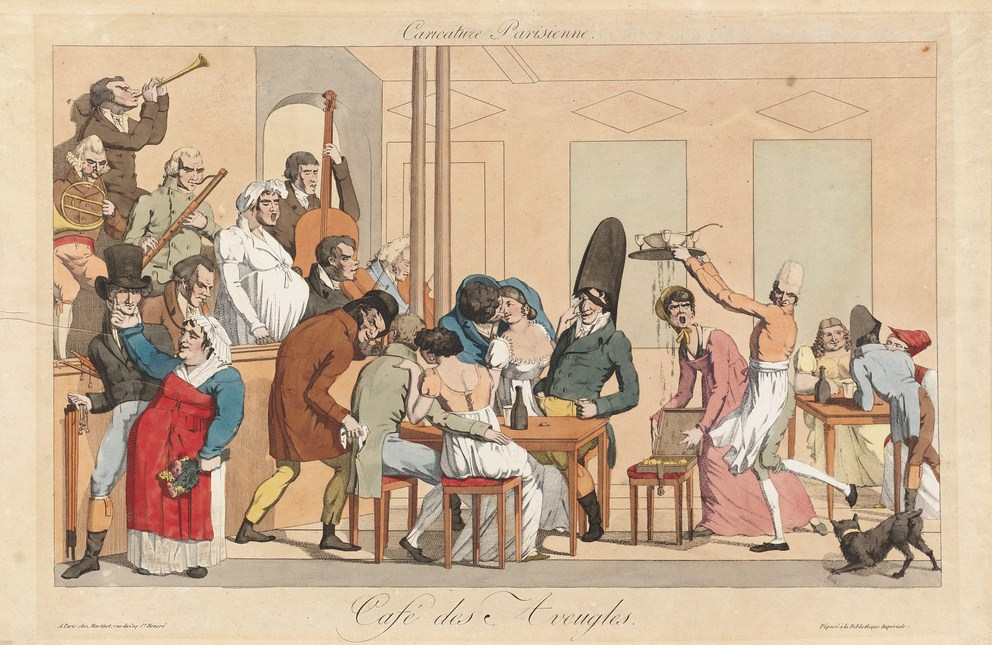
Das Café des Aveugles (Café der Blinden) von Aaron Martinet

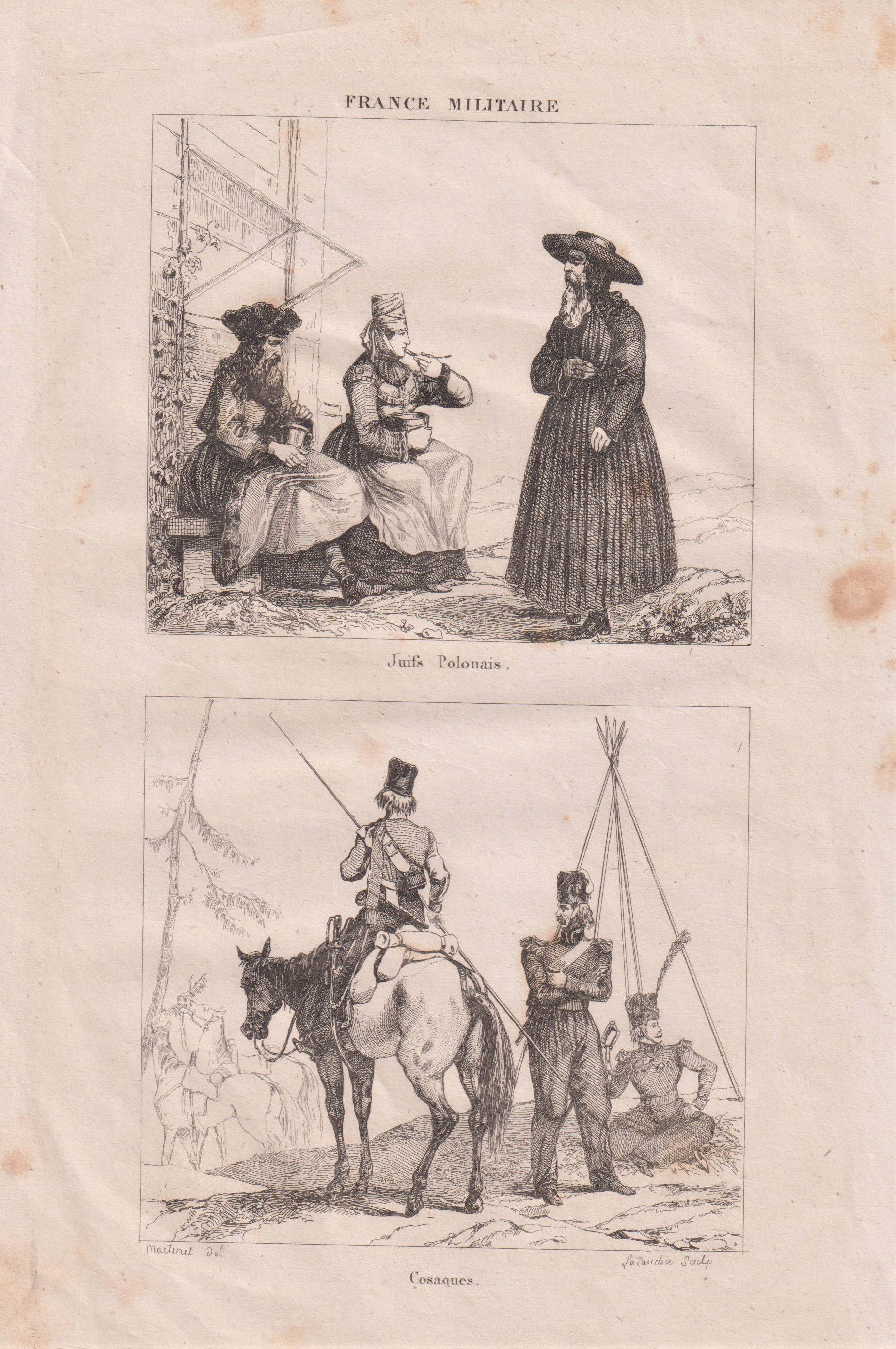
Polnische Juden, Radierung von Aaron Martinet, in der Sammlung des Jüdischen Museums der Schweiz.

Aaron Martinet (* 1762 in Paris; † Mai 1841 ebenda) war ein französischer Kupferstecher, Stichverleger und Kunsthändler, der insbesondere durch seine Karikaturen bekannt wurde.

## Leben

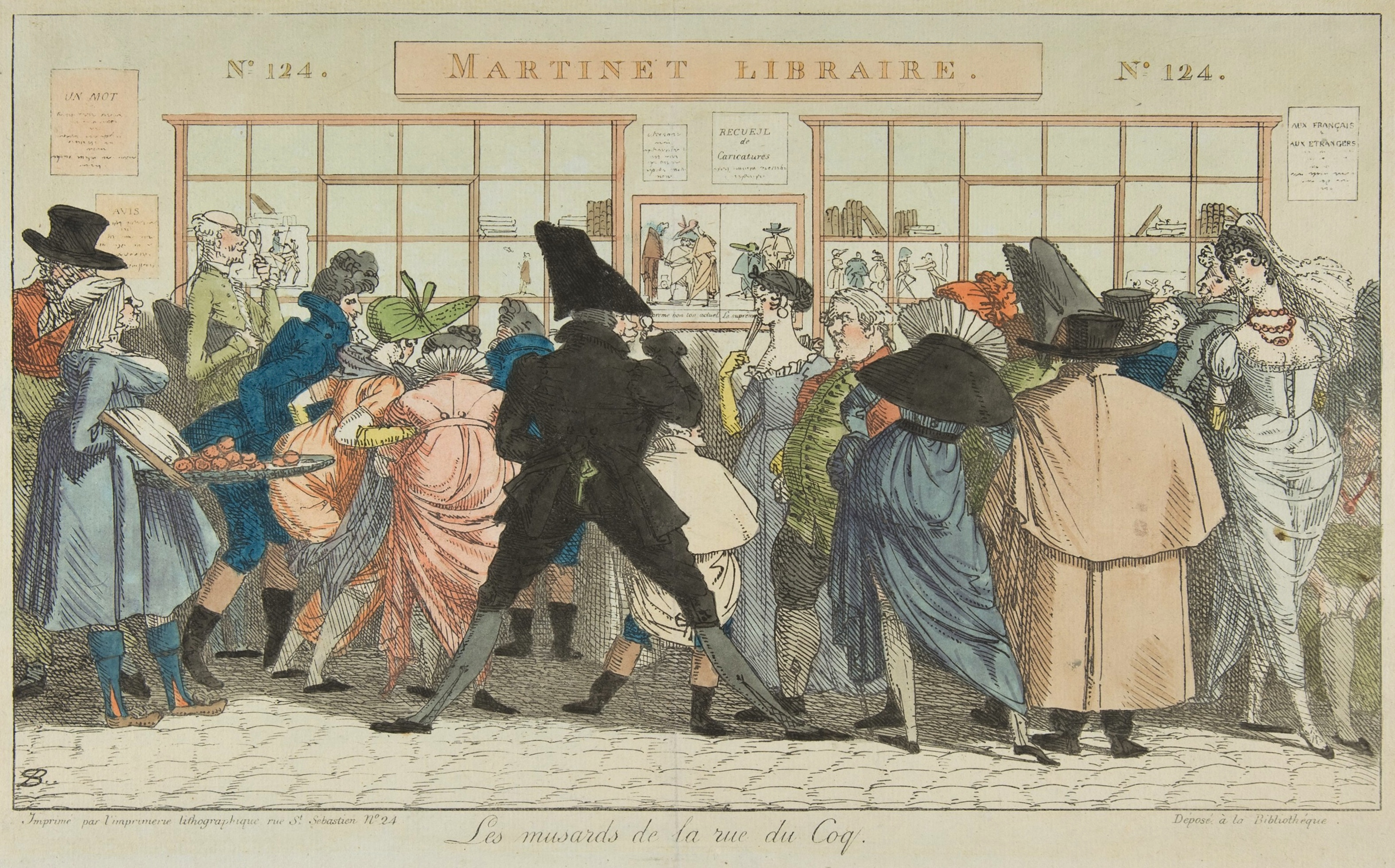
Pierre-Nolasque Bergeret: Les Musards de la Rue du Coq = „Die Bummelanten von der Rue du Coq“ (kolorierte Stiftlithographie, ca. 1804)

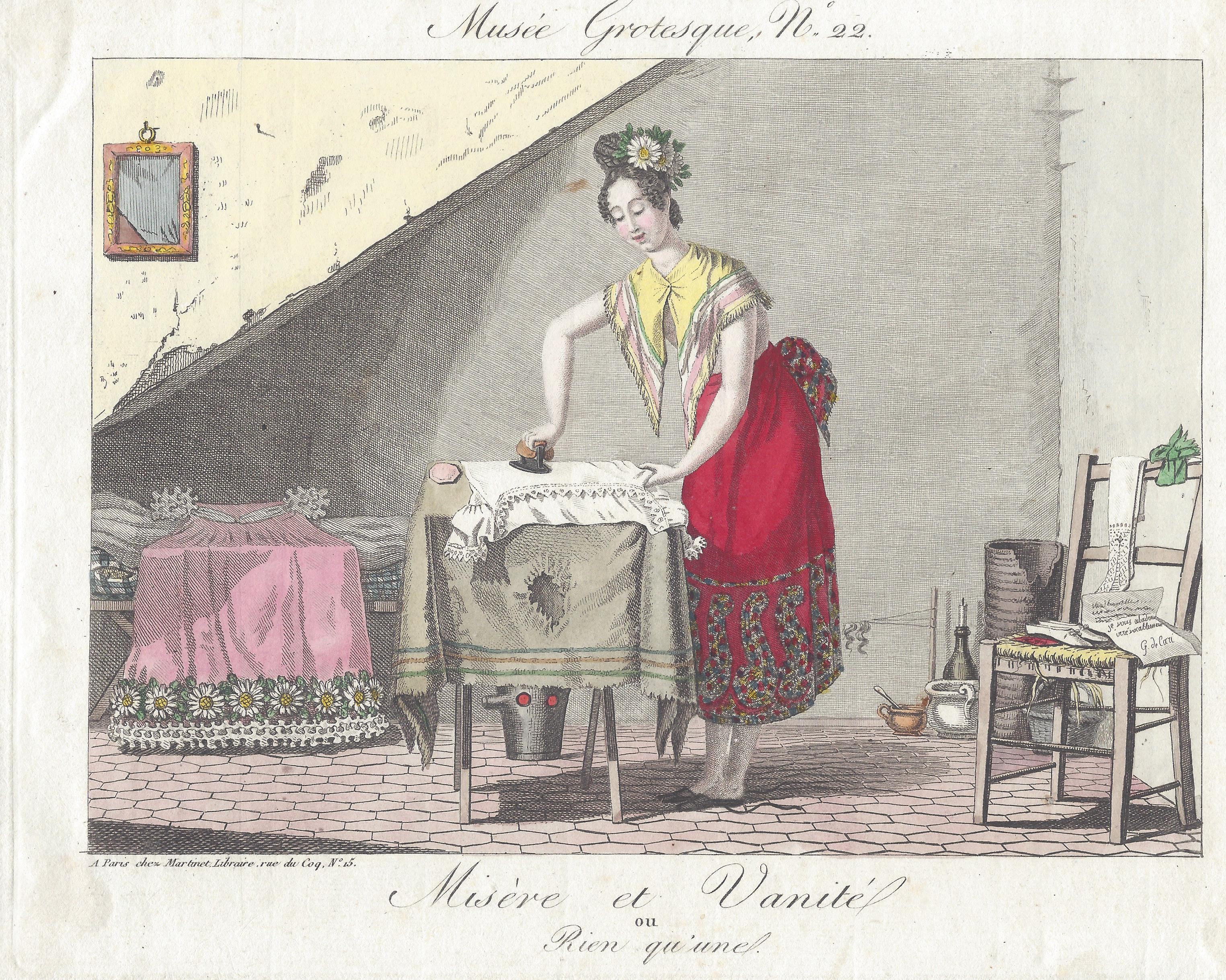
Aaron Martinet (Herausgeber): Misère et Vanité = „Elend und Eitelkeit“ (kolorierter Kupferstich von 1814)

Aaron Martinet wurde 1762 in Paris als Sohn des Kupferstechers François-Nicolas Martinet geboren. Ausgebildet durch den Vater, arbeitete er bei dessen botanischen Publikationen mit. Im Juni 1792 heiratete er Madeleine Meirieu, die die Tochter eines reichen Kaufmanns.
1796 eröffnete Aaron Martinet einen eigenen Kunstverlag in der Pariser Rue rue de Coq Saint-Honoré (1. Arrondissement), in dem er Kupferstiche, Farbdrucke, Flugschriften und Bücher herausgab. Das Geschäft verfügte schon bald über einen Leseraum und beteiligte sich an der Herausgabe zahlreicher Reiseführer sowie Kunstbroschüren. Die Schaufensterdekoration wurde alle vierzehn Tage umgestaltet.
Pierre-Nolasque Bergeret schuf 1804 oder 1805 mit Les Musards de la Rue du Coq eine Außenansicht des Ladengeschäftes, vor dem sich zahlreiche Schaulustige versammelt haben (siehe Abb.)
Bekannt wurde Martinet durch seine satirischen Kupferstichfolgen mit Mode- und Gesellschaftskarikaturen sowie Militärdarstellungen der napoleonischen Armee. Von 1822 bis 1830 zog er sich sukzessive aus dem Verlag zurück; er starb 1841. 
Martinets Tochter Suzanne-Flore führte den Verlag – gemeinsam mit Hermenégilde Hautecoeur, den sie 1822 geheiratet hatte – unter dem Namen Hautecoeur-Martinet weiter. Der Verlag existierte noch bis 1880.

## Herausgegebene Werke (Auswahl)
- Petite galerie dramatique ou Recueil de différents costumes …, 1637 Blätter, 1796–1843
- Galerie des enfants du Mars …, 1810
- Troupes françaises, 1811
- Musée grotesque, 64 Blätter, 1814–1817